# Цитрат меди
Цитрат меди(II) (лимоннокислая медь) — органическая соль лимонной кислоты и меди с формулой Cu3(C6H5O7)2. В сухом виде представляет собой темно-синие блестящие кристаллы.

## Получение
Получить медь лимоннокислую можно взаимодействием гидроксида меди(II), дигидроксикарбоната меди(II), или оксида меди(II) (с нагреванием) и лимонной кислоты:
{\displaystyle {\ce {2C6H8O7 + 3Cu(OH)2 -> Cu3(C6H5O7)2 + 6H2O}}}
{\displaystyle {\ce {4C6H8O7 + 3(CuOH)2CO3 -> 2Cu3(C6H5O7)2 + 3CO2 ^ + 9H2O}}}
{\displaystyle {\ce {3CuO + 2H3C6H5O7 ->[t] Cu3(C6H5O7)2 + 3H2O}}}